# 恋するヴェルファーレダンス 〜Saturday Night〜
「恋するヴェルファーレダンス 〜Saturday Night〜」（こいするヴェルファーレダンス サタデー・ナイト）は、日本の女性歌手グループ・MAXのデビューシングルである。1995年5月10日発売（品番：AVDD-20089）。

## 概要
- 1994年秋の全英シングルチャートナンバー1ヒット曲だった、WHIGFIELD（英語版）「SATURDAY NIGHT (BE MY BABY)（英語版）」に秋元康が日本語詞を付け、木村貴志（t-kimura）がアレンジしたダンス・チューン。当初はヴェルファーレのイベント用に作られた曲で、この曲だけの企画物としてMAXは終わる予定だった。
- ちなみにPVもヴェルファーレでの撮影が行われており、多くのエキストラがMAXと共にダンスを披露している。
- 歌詞、アレンジの異なる「DI DI LA LA LA 〜仕事が恋の邪魔をする〜」がコンピレーション・アルバム『We Love Saturday Night!!』に収録されている。こちらは2ndシングル「Kiss me Kiss me, Baby」と同日の1995年8月21日に発売された。

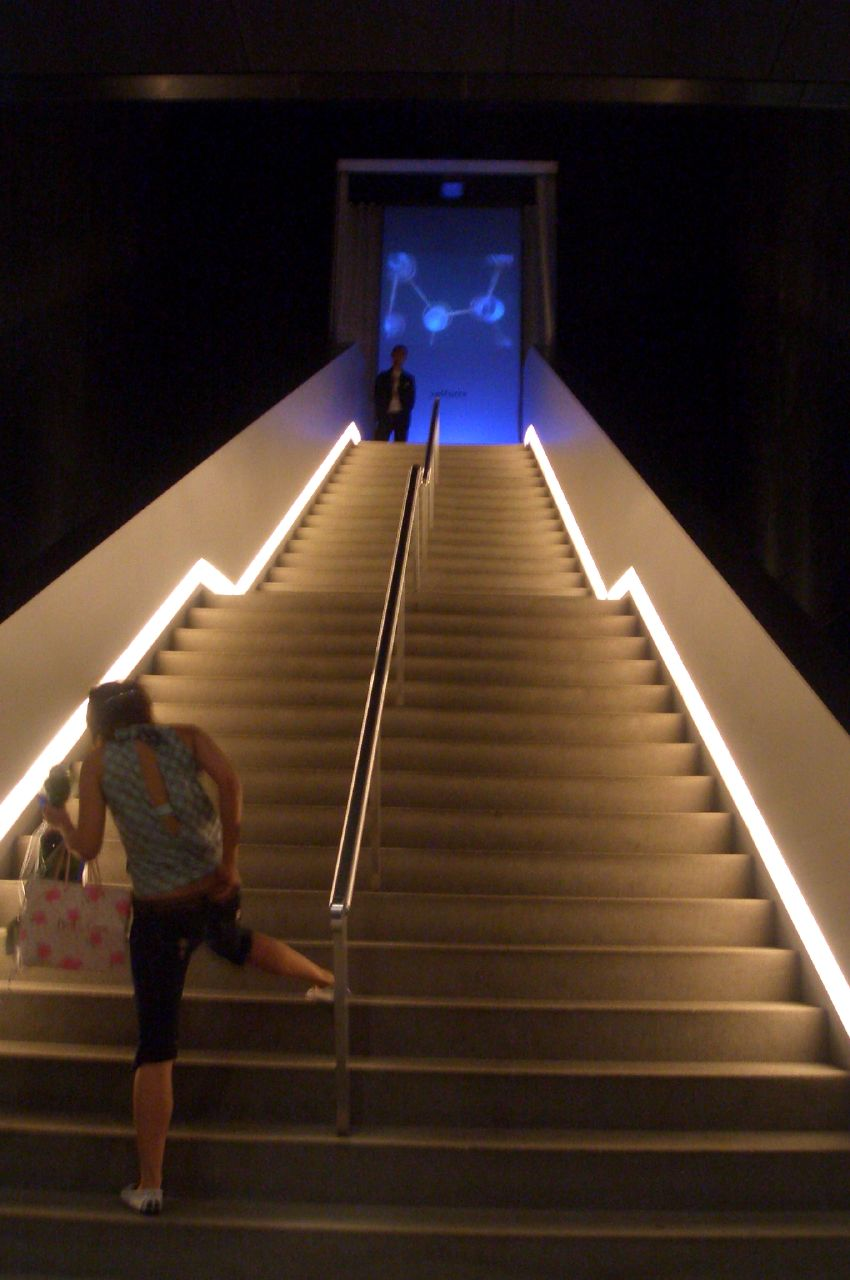
東京都港区六本木にあったヴェルファーレ。「恋するヴェルファーレダンス」のPV撮影も行われた（写真は正面入口。2005年8月撮影）。

## 収録曲
1. 恋するヴェルファーレダンス 〜Saturday Night〜 (RAVEMAN MIX)
作詞：秋元康 / 作曲：A.PIGNAGNOLI - D.RIVA / 編曲・ミックス：木村貴志
2. 恋するヴェルファーレダンス 〜Saturday Night〜 (NITE MIX)
リミックス：RANDOMIZER
3. 恋するヴェルファーレダンス 〜Saturday Night〜 (KARAOKE)

## タイアップ
- テレビ東京系｢クイズ赤恥青恥」エンディングテーマ

## 収録アルバム
- MAXIMUM（#10, HYPER J-EURO MIX）
- PRECIOUS COLLECTION 1995-2002 (Disc-1 #1)
- MAXIMUM PERFECT BEST (Disc-2 #16)
- We Love Saturday Night!!（#4, DI DI LA LA LA ～仕事が恋の邪魔をする (『恋するヴェルファーレダンス』の歌詞・アレンジ違いバージョン)）